# Гудзь, Иван Филиппович
Гудзь Иван Филиппович (15 сентября 1917, Кривой Рог, Херсонская губерния — 9 января 2003, Кривой Рог, Днепропетровская область) — почётный гражданин Кривого Рога (1994).

## Биография
Родился 15 сентября 1917 года в местечке Кривой Рог.
Трудовую деятельность начал в 1930-х годах учеником в электромеханическом цехе рудника «Красная гвардия», параллельно учился на курсах киномехаников. В 1938—1940 годах служил в Красной армии, после прохождения службы работал киномехаником на руднике «Красная гвардия».
В 1941 году по приказу подпольного горкома КП(б) Украины оставлен в оккупированном Кривом Роге для выполнения задач в составе подпольной группы во главе с Гринёвым М. П., которая освобождала Терны и прилегающие сёла вместе с передовыми частями наступающей армии.
В феврале 1944 года включён в состав специального отряда под командованием подполковника Аркадия Шурупова для освобождения и обороны плотины электростанции КРЭС. Выполнил задание по восстановлению связи отряда с действующей армией. За эту операцию был награждён орденом Отечественной войны 2-й степени.
После освобождения Кривого Рога вернулся на рудник «Красная гвардия», где работал электриком на шахте «Гвардия», потом начальником участков спуска и подъёма на шахтах «Новая» и «Гвардейская». Окончил Криворожский горный техникум.
В 1969 году вышел на пенсию.
Умер 9 января 2003 года в Кривом Роге.

## Награды
- Медаль «За отвагу»;
- дважды Орден Отечественной войны 2-й степени;
- медаль «Партизану Отечественной войны» 1-й степени;
- Медаль «За доблестный труд в Великой Отечественной войне 1941—1945 гг.»;
- Почётный гражданин Кривого Рога (08.02.1994);
- Знак «За заслуги перед городом» (Кривой Рог) 3-й степени (10.05.2000)[1];
- Орден Богдана Хмельницкого (Украина) 3-й степени.